# Win Myint
Win Myint (en birmano: ဦးဝင်းမြင့် /wɪ́ɴ mjɪ̰ɴ/, nacido el 8 de noviembre de 1951) es un político y expreso político birmano, décimo presidente de Birmania desde 2018 hasta 2021. Fue destituido de su cargo en el golpe de Estado birmano de 2021. Fue el presidente de la Cámara de Representantes de Birmania desde 2016 a 2018, y miembro del parlamento en la Cámara de Representantes desde 2012 hasta 2018. Win Myint fue visto como un aliado importante de la Consejera de Estado Aung San Suu Kyi, quien se desempeñó como la jefa de gobierno real, pero que fue excluida constitucionalmente de la presidencia.

## Primeros años y educación
Win Myint nació en la aldea de Nyaung Chaung, Danubyu, región de Ayeyarwady, Birmania, hijo de Tun Kyin y Daw Than. Se graduó con una licenciatura en geología de la Universidad de Artes y Ciencias de Yangon. Se casó con Cho Cho y tienen una hija llamada Phyu Phyu Thin, asesora principal de City Mart Holdings.

## Carrera política

### Levantamiento de 1988 y elecciones de 1990
Después de graduarse en geología de la Universidad de Rangún, Win Myint se convirtió en abogado sénior del Tribunal Superior en 1981, y se convirtió en abogado del Corte Suprema de Birmania. En 1985, se convirtió en defensor del Tribunal Superior. Fue encarcelado por su papel en el levantamiento de 1988, y ha sido descrito por algunos que lo conocieron como un libro cerrado.
Fuera de la cárcel a tiempo para las elecciones generales de Birmania de 1990, que posteriormente anularon los militares, se postuló con éxito para el municipio de Danubyu del estado de Ayeyarwady, obteniendo 20 388 votos (56% del total), pero nunca se le permitió ocupar su cargo.

### Elecciones parciales de 2012 y elecciones de 2015
Reanudó su carrera política en las elecciones parciales de Birmania de 2012, ganando un escaño en la cámara baja, Pyithu Hluttaw, representando al municipio de Pathein, y pasando a ser parte del comité del estado de derecho del secretario del parlamento. En las elecciones generales de Birmania de 2015, fue nuevamente elegido diputado del Pyithu Hluttaw por el municipio de Tamwe. Desempeñó el cargo de Presidente de la Cámara de Representantes de Birmania de 2016 a 2018.

## Presidencia
Después de la renuncia de Htin Kyaw como presidente de Birmania, Win Myint renunció como presidente del Pyithu Hluttaw el 21 de marzo de 2018, una medida vista por muchos como una preparación de la Liga Nacional para la Democracia para que Win Myint se presentará como candidato para la presidencia. Fue sucedido por su ayudante T Khun Myat. El Pyithu Hluttaw confirmó la elección de Win Myint como candidato a la vicepresidencia de la Cámara de Representantes el 23 de marzo de 2018, allanando el camino para que Win Myint entrase en el proceso de elección como próximo presidente de Birmania. Derrotó al candidato del Partido de la Unión, la Solidaridad y el Desarrollo, Thaung Aye, con 273 votos contra los 27 de este último. Win Myint fue elegido como el décimo presidente de Birmania por el Pyidaungsu Hluttaw el 28 de marzo de 2018, con 403 de los 636 legisladores votando por él.
El 17 de abril de 2018, Win Myint concedió la amnistía a 8500 presos, incluidos entre estos a 51 extranjeros y 36 presos políticos.